# Kleiner Keetzsee
Der Kleine Keetzsee liegt im Naturpark Feldberger Seenlandschaft, im Landkreis Mecklenburgische Seenplatte in Südostmecklenburg auf dem Stadtgebiet Neustrelitz östlich der Bundesstraße 96. Er ist ein wenig gegliederter vom Grundwasser durchströmter Rinnensee. Er ist 900 Meter lang und eine ungefähre Breite von 400 Metern. Der See ist über zehn Meter tief.
Die Flächen um den See wurden bis in das 19. Jahrhundert landwirtschaftlich genutzt. Ab den 1850er Jahren wurden die bis dahin abflusslosen Kleiner und Großer Keetzsee mit dem Godendorfer See verbunden, der durch Wasserlauf des Godendorfer Mühlenbachs-Hegensteinfließes in die Havel entwässert. Der Grundwasserspiegel senkte sich in der Folgezeit um einen Meter und die höher gelegenen Flächen konnten aufgeforstet werden. So ist das Seeufer komplett bewaldet. Das Gebiet nördlich des Sees war ab 1930 militärisches Sperrgebiet. Der Große und Kleine Keetzsee befinden sich im Naturschutzgebiet Keetzseen. 
Der Seename leitet sich vom slawischen Wort hyža für Hütte ab, was für eine frühere Siedlung am Seeufer spricht.

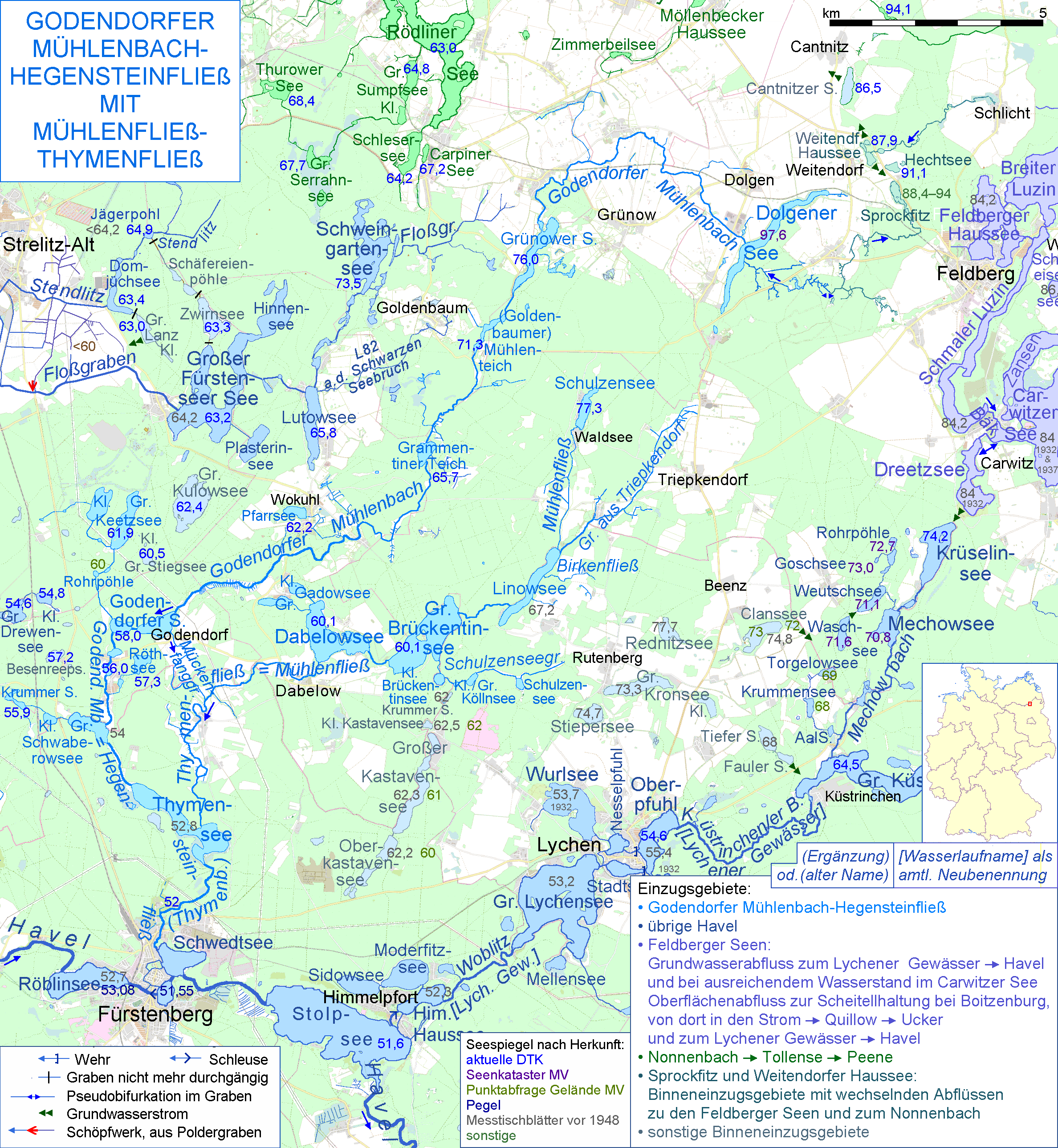
Die Keetzseen im Westen des Einzugsgebietes des Godendorfer Mühlenbachs-Hegensteinfließes